# Jean-Michel Portal
Pour les articles homonymes, voir Portal.
Jean-Michel Portal, né le 29 mai 1970 à Paris, est un acteur français.
Pendant son adolescence, il est l'un des membres du groupe de pop rock Alex de Lys. Il a été nommé au César du meilleur espoir masculin pour son rôle dans le film La Chambre des officiers.

## Biographie

### Enfance
Jean-Michel Portal est né à Paris le 29 mai 1970. C'est cependant dans la région de Béziers, à Valras Plage, qu’il passe son enfance. Suit un court passage en banlieue parisienne, puis il part pour Brionne, petit village normand entre Rouen et Evreux. À neuf ans, il participe activement à un atelier de marionnettes, où il écrit de petites pièces : c’est un début de théâtre.

### Adolescence
Pourtant, c’est dans la musique qu’il s’investit dans un premier temps, en fondant le groupe pop rock Alex de Lys (chanteur, compositeur, guitariste) avec des amis. Pour suivre les tournées, il arrête ses études à dix-huit ans, après une classe de première option arts plastiques.

### Retour à Paris, le cours Florent
Jean-Michel travaille dans un restaurant pour se payer le stage d’été au Cours Florent. Sur concours, il obtient la classe libre, qu’il suivra pendant un an. C’est là qu’il rencontre Isabelle Nanty, qui est son professeur. En 1989, cette dernière lui conseille de passer les auditions pour "Une vie de théâtre", pièce de David Mamet mise en scène par Michel Piccoli. Il est retenu et joue alors avec Jean Rochefort au Théâtre des Mathurins, à Paris. Il décroche son premier contrat avec un agent.

### Début au cinéma
En 1989, ce sont les débuts au cinéma, avec un rôle dans  Tumultes, de Bertrand van Effenterre. Jean-Michel Portal enchaîne en 1991 avec Veraz, aux côtés de Kirk Douglas.

### Conservatoire National D'art Dramatique
En 1992, il est admis sur concours au Conservatoire et intègre alors la classe de Catherine Hiegel. La même année, il tourne le deuxième film de Bruno Nuytten, Albert Souffre, avec Julien Rassam, rythmé par la musique des Pixies. Jean-Michel quitte le Conservatoire en 1994 et joue dans La Cagnotte (Labiche) dans une mise en scène de Julie Brochen.

### Et depuis...
Toujours sur les planches, Jean-Michel Portal joue avec Marcial Di Fonzo Bo dans Richard III mis en scène par Matthias Langhoff, en 1996. La même année, il retrouve son partenaire de théâtre dans L’Homme que j’aime, de Stéphane Giusti. En effet, Jean-Michel Portal n’était à la base présent aux essais que pour donner la réplique à Marcial di Fonzo Bo, mais il finit pourtant par interpréter Lucas dans le film. En 1997, Michel Piccoli fait à nouveau appel à lui pour son film Alors voilà. Cette année-là, Jean-Michel Portal tourne également dans le téléfilm de Fabrice Cazeneuve, Un fait divers.
Le théâtre continue, avec un texte de François Bon mis en scène par Charles Tordjman,  La Vie de Myriam C. en 1998, et Hedda Gabler par Acquaviva, en 1999. Et revoilà le cinéma : dans Nos vies heureuses, Jean-Michel Portal interprète l’un des six personnages principaux ; le film est présenté à Cannes.
En 2000, il donne la réplique à Éric Caravaca dans le film de François Dupeyron, La Chambre des officiers, ce qui lui vaut d’être nommé pour le César 2002 du Meilleur espoir. Pendant ce temps, lui se consacre à la compagnie qu’il a créée avec May Bouada, “Ils sont magnifiques dans l’espace”, avec laquelle il monte la pièce grivoise de Maupassant : A la feuille de rose, maison turque. Il part ensuite pour Valence, en Espagne, pour tourner Pas si grave, de Bernard Rapp, avec Romain Duris et Sami Bouajila. De retour en France, il joue avec la Compagnie des Lucioles dans Les ordures, la ville et la mort, de Fassbinder, mis en scène par Pierre Maillet. Ils commencent à Rennes puis entament une belle tournée jusqu’à Paris en juin 2003.

## Filmographie

### Cinéma

#### Longs métrages
- 1989 : Tumultes de Bertrand Van Effenterre : Bruno
- 1991 : Veraz de Xavier Castano : Théo
- 1991 : Albert souffre de Bruno Nuytten Jérôme 32
- 1995 : Excentric paradis de Yann Fisher Lester : Milou
- 1997 : Alors voilà de Michel Piccoli : Luc
- 1998 : Pourquoi pas moi ? de Stéphane Giusti : le journaliste
- 1998 : Nos vies heureuses  de Jacques Maillot : Lucas
- 2001 : La Chambre des officiers de François Dupeyron : Alain
- 2002 : Mille millièmes, fantaisie immobilière de Rémi Waterhouse : Simon
- 2002 : Le Chignon d'Olga de Jérôme Bonnell : Grégoire
- 2002 : Pas si grave de Bernard Rapp : Max
- 2002 : Le Bison (et sa voisine Dorine) d'Isabelle Nanty : l'interne
- 2003 : Ce jour-là de Raoul Ruiz : Vogel
- 2004 : Sauf le respect que je vous dois de Fabienne Godet : Simon Lacaze
- 2005 : Ma vie en l'air de Rémi Bezançon : copilote « sorti de l'œuf »
- 2005 : Nuit noire 17 octobre 1961 d'Alain Tasma : Martin, le gardien de la paix
- 2008 : La Belle Personne de Christophe Honoré : Estouteville
- 2011 : Je suis un no man's land de Thierry Jousse : Vidal

#### Courts métrages
- 1992 : Dans sa famille de Paul Grandsard : François
- 1994 : 3000 scénarios contre un virus sketche Les Deux amants de Jean Achache
- 1996 : Aniel de François Roux : Aniel
- 2000 : À corps perdu d'Isabelle Broué : le voisin de l'hôtel
- 2001 : Pauvre de moi d'Olivier Gorce : Marc
- 2003 : Paraboles de Rémi Bezançon : Hugo
- 2005 : Nous nous plûmes de Jérôme Bonnell : Lui
- 2010 : Poème pour Louis de Thomas Gendreau : François
- 2012 : Quand on se souviendra des hommes de Amaury Dequé : Jazz

### Télévision
- 1989 : Manon Roland : François
- 1990 : Julie de Carneilhan : Toni
- 1990 : Le Diable au corps de Gérard Vergez : Raymond
- 1993 : Commissaire Moulin (1 épisode)
- 1995 : Le Cauchemar d'une mère : le dragueur
- 1997 : L'Homme que j'aime de Stéphane Giusti : Lucas
- 1998 : Un fait divers : Franck
- 2001 : Mon ami Maigret : Yann Deferre
- 2002 : On n'a plus de sushis à se faire de Philippe Venault : Stan
- 2003 : Nuit noire 17 octobre 1961 d'Alain Tasma : Martin
- 2004 : Central Nuit (2 épisodes) : Martin
- 2006 : Fabien Cosma (Grain de sable) : Sébastien
- Élodie Bradford : Damien Larcher
- 2007 : Les Camarades de François Luciani
- 2010 : Les Invincibles (série télévisée) de Alexandre Castagnetti et Pierric Gantelmi d'Ile
- 2011 : Les Invincibles (série télévisée) de Alexandre Castagnetti et Pierric Gantelmi d'Ile (saison 2)
- 2011 : Main basse sur une île de Antoine Santana

## Théâtre
- 1988 : Une vie de théâtre de David Mamet, adaptation Pierre Laville, mise en scène Michel Piccoli, Théâtre des Mathurins
- 1998 : Vie de Myriam C. de François Bon, mise en scène Charles Tordjman, Théâtre de la Manufacture, 1999 : Théâtre national de la Colline
- 2006 : Les Grecs de Jean-Marie Besset, mise en scène Jean-Marie Besset et Gilbert Désveaux, Petit Montparnasse
- 2009 : La Cagnotte d'Eugène Labiche et Alfred Delacour, mise en scène Julie Brochen, Théâtre national de Strasbourg